# Toad (песня Cream)
«Toad» (с англ. — «Жаба») — инструментальная композиция британской группы Cream, написанная ударником Джинджером Бейкером на основе более ранней композиции под названием «Camels and Elephants», которую Бейкер записал с группой The Graham Bond Organisation в 1965 году (альбом There's a Bond Between Us).

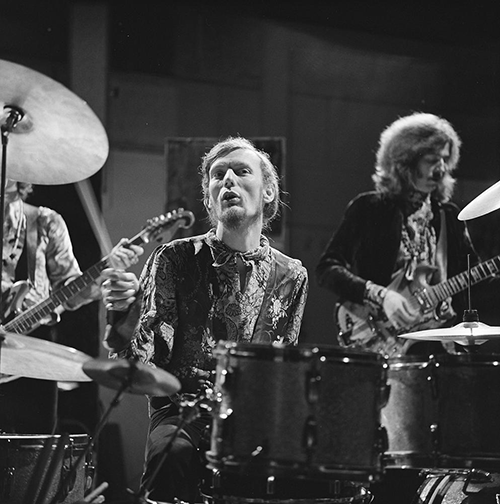
Концерт Cream, 1968 год. Бейкер за ударной установкой

Композиция «Toad» вошла в состав дебютного альбома Fresh Cream, выпущенного в декабре 1966 года. На ней Бейкер исполняет последовательность барабанных паттернов, которые строятся, варьируются, а затем сбрасываются, уступая место новому паттерну. Бейкер часто создавал дополнительные ритмы, используя одновременно хай-хэт, тарелки, двойной большой барабан и там-там. Эта композиция оказала влияние на многих современников и бесчисленное количество начинающих барабанщиков и «проложило путь десятилетию барабанных соло в стиле хэви-метал». Один из музыкальных критиков назвал эту композицию Бейкера «вехой в барабанном соло».

## Концертные исполнения
Расширенная шестнадцатиминутная концертная версия этой композиции (из которых 13 минут занимает соло на барабанах) появилась в альбоме Wheels of Fire (1968). Другая концертная версия этой композиции, с дополнительными гитарными и басовыми партиями, появилась в сборнике Those Were the Days (1997). Композиция «Toad» также была исполнена на концерте воссоединения Cream в мае 2005 года в Альберт-Холле и появилась в альбоме Royal Albert Hall London May 2-3-5-6, 2005.
«Toad» также исполнялась группой Ginger Baker's Air Force, созданной Бейкером после распада Cream, концертная запись этой композиции появилась в первом концертном альбоме группы, записанном в Альберт-Холле в январе 1970 года. Позднее «Toad» превратилась в композицию «Toady», которая вошла во второй концертный альбом группы.